# مهر مردان
مهر مردان (بالفارسية: مهر مردان) كان الحاكم الثالث لسلالة باوند من 717 إلى 755. لا يُعرف عنه أي شيء آخر؛ توفي عام 755 وخلفه ابنه سرخاب الثاني.